# 6 Heures de Bogota

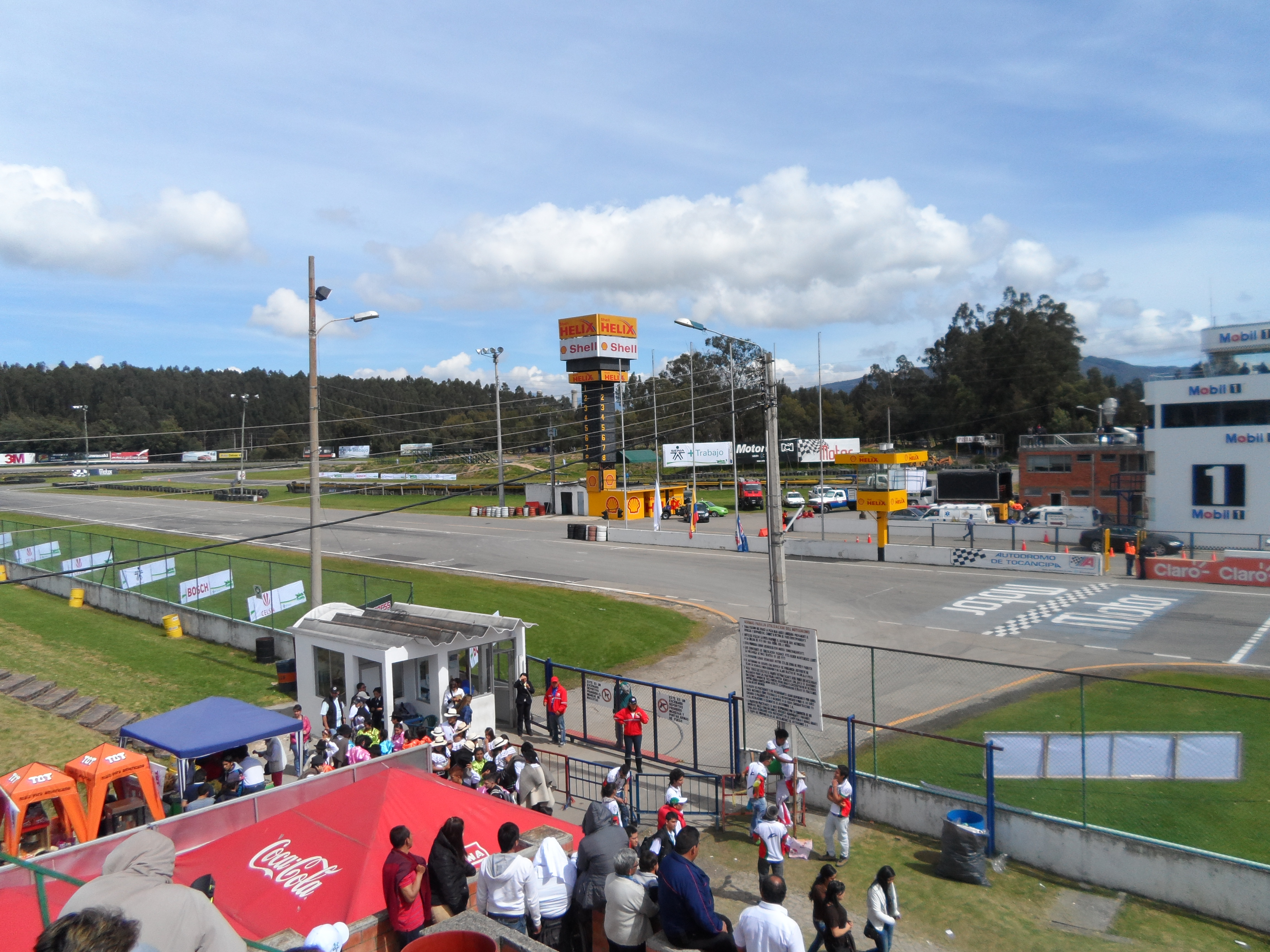

Les 6 Heures de Bogota (en espagnol : Las 6 Horas de Bogotá) est une course automobile d'une durée de 6 heures se déroulant sur le circuit automobile de Tocancipá, à Tocancipá, à 20 km de Bogota, en Colombie. Cette épreuve existe depuis 1986.

## Historique
Les 6 Heures de Bogota sont créées par Autódromos S.A. et l'entreprise Wagner Cofre, sous le nom de « Premio Wagner Cofre Motor », et ce jusqu'en 1988,. Cette compétition se déroule pour la première fois le 7 décembre 1986. Se jouant normalement sur 100 tours de circuit, cette première édition aboutit à la victoire de Pablo Gómez à bord d'une Simca. L'année suivante, la course passe à un format de 3 heures, puis à 6 heures depuis 1988.

## Circuit

Le circuit automobile de Tocancipá.

Le circuit automobile de Tocancipá, inauguré le 7 février 1982, est situé dans la municipalité de Tocancipá située dans le département du Cundinamarca, au nord de Bogota. Sa piste mesure 2,72 km.
Le record de la plus haute vitesse moyenne sur un tour en course est réalisé par le Colombien Óscar Tunjo avec un temps de 1 min 1 s 262, soit 160,135 km/h de moyenne lors des séances qualificatives de l'édition de 2014,. Il a précédemment été détenu pendant dix-neuf ans par un de ses compatriotes, Juan Pablo Montoya, avec un temps de 1 min 2 s 077, soit 158,03 km/h de moyenne, réalisé lors de l'édition de 1995.

## Palmarès
| Année | Pilotes                                                                  | Voiture                   | Catégorie                                     | Tours |
| ----- | ------------------------------------------------------------------------ | ------------------------- | --------------------------------------------- | ----- |
| 1986  | Pablo Gómez                                                              | Simca                     | Unique                                        | 98    |
| 1987  | Honorato Espinosa / Lucio Bernal                                         | Fiat                      | Unique                                        | 268   |
| 1988  | Felipe Solano / Álvaro Mejía / John Estupiñán                            | Renault 4                 | Unique                                        | 274   |
| 1989  | Andrés Chiriboga / Miguel Morejón                                        | Porsche/Ecuador           | Unique                                        | 289   |
| 1990  | Ricardo Cano / Jorge Cortés                                              | Mazda 323                 | Unique                                        | 234   |
| 1991  | John Estupiñán / Rob Wilson / Pablo Bickenbach                           | BMW M3                    | Unique                                        | 235   |
| 1992  | Jorge Arango / Juan P. Orjuela                                           | Mazda                     | Tourisme spéciale 1 300 cm3                   | 235   |
| 1992  | Juan A. Uribe / Rob Wilson / Pablo Bickenbach                            | BMW                       | Tourisme spéciale 2 000 cm3                   | 242   |
| 1992  | Juan Carlos Rojas / Diego Guzmán                                         | Camaro                    | Spéciale                                      | 254   |
| 1992  | Lucio Bernal / Felipe Solano                                             | Corvette                  | Fuerza Libre                                  | 253   |
| 1993  | Sergio Sesana / Felipe Rezk / Juan P. Orjuela                            | Mazda 323                 | Tourisme spéciale 1 300 cm3                   | 234   |
| 1993  | Gonzalo Clopatofsky / Michael Musson / Santiago Orjuela                  | Renault 11                | Tourisme spéciale 2 000 cm3                   | 219   |
| 1993  | Juan Carlos Pombo / Enrique Pombo                                        | Mercedes                  | Tourisme spéciale 3 000 cm3                   | 247   |
| 1993  | Juan Carlos Rojas / Oswaldo Fajardo / Luis Méndez                        | Oldsmobile                | Spéciale                                      | 255   |
| 1994  | Jorge A. Puyo / Francisco Ocampo                                         | Swift GTI                 | Tourisme spéciale 1 300 cm3                   | 223   |
| 1994  | Gustavo Perdomo / Manuel Quiroz                                          | Mazda                     | Tourisme spéciale 2 000 cm3                   | 228   |
| 1994  | Héctor Urrea / Diego Torres                                              | Swift 1.3                 | Spéciale jusqu'à 2 000 cm3                    | 192   |
| 1994  | Jorge Cortés / Ricardo Cano / Diego Guzmán                               | Chevrolet Spice           | Spéciale à partir de 2 001 cm3                | 259   |
| 1995  | Jonathan Burstyn / José Peña                                             | Mazda 323                 | Tourisme spéciale 1 300 cm3 "A"               | 206   |
| 1995  | Mario Ruiz / Mauricio Ruiz / Cristopher Flanagan                         | Swift 1.3                 | Tourisme spéciale 1 300 cm3 "B"               | 218   |
| 1995  | Luis J. Rico / Juan Carlos Rico                                          | Toyota                    | Tourisme spéciale jusqu'à 2 000 cm3           | 218   |
| 1995  | Jorge Cortés / Juan P. Montoya / Diego Guzmán                            | Spice                     | Spéciale à partir de 2 001 cm3                | 229   |
| 1995  | Andrés F. Gómez / Juan P. Montoya / Jaime Guerrero                       | Oldsmobile                | Grand tourisme 6 500 cm3                      | 224   |
| 1996  | Andres Béjarano / Jairo Cifuentes                                        | Swift GTI                 | Tourisme spéciale 1 300 cm3                   | 238   |
| 1996  | Juan R. Solórzano / Roberto Nieto                                        | Porsche                   | Grand tourisme 66 500 cm3                     | 268   |
| 1996  | Mauricio Cortés / Jorge Arango                                           | Prototipo                 | Tourisme spéciale jusqu'à 2 000 cm3           | 240   |
| 1996  | Andrés Lleras / G. Beltrán / J. Cervino                                  | Renault 11                | Tourisme spéciale 1 300 cm3 jusqu à 2 000 cm3 | 221   |
| 1996  | Jorge Cortés / Juan P. Montoya / Jorge Arango                            | Spice                     | Spéciale à partir de 2 001 cm3                | 279   |
| 1997  | Andrés Bejarano / Jairo Cifuentes                                        | Swift GTI                 | Tourisme spéciale 1 400 cm3                   | 235   |
| 1997  | Alberto Zurcher / Camilo Zurcher                                         | BMW                       | Tourisme spéciale 2 000 cm3                   | 238   |
| 1997  | Oswaldo Fajardo / Gustavo Yacamán / Jaime Guerrero                       | Oldsmobile                | Grand tourisme 6 500 cm3                      | 269   |
| 1997  | Juan Pablo Lince / Alejandro Lince                                       | Prototipo                 | Spéciale à partir de 2 000 cm3                | 253   |
| 1997  | Jorge Cortés / Juan P. Montoya / Diego Guzmán                            | Spice                     | Spéciale à partir de 2 001 cm3                | 284   |
| 1998  | Kurt Satter / Juan C. Bernal                                             | Renault 4                 | Tourisme spéciale 1 400 cm3                   | 230   |
| 1998  | J. Freydel / J.C. Restrepo / G. Mejía                                    | Mazda 121                 | Tourisme spéciale 2 000 cm3                   | 225   |
| 1998  | Daniel Villa / Juan Daniel Vélez                                         | Van Diemen                | Spéciale à partir de 2 000 cm3                | 212   |
| 1998  | Sergio Sesana / Giovanni Sesana / Diego F. Mejia                         | Spice                     | Spéciale à partir de 2 000 cm3                | 149   |
| 1998  | Jorge Cortés / Diego Guzmán                                              | Camaro                    | Grand tourisme 6 500 cm3                      | 257   |
| 1998  | Darío Roca / Manuel Torres                                               | Prototipo                 | Sport prototipod 2 000 cm3                    | 216   |
| 1999  | Andrés Bejarano / Jario Cifuentes                                        | Swift GTI                 | Tourisme Spéciale 1 400 cm3                   | 249   |
| 1999  | Gonzalo Clpatofsky / Robeto Wilson / F.Rezk                              | BMW                       | Tourisme Spéciale 2 000 cm3                   | 243   |
| 1999  | Gabriel Arango / Guillermo Möller                                        | Prototipo                 | Fuerza Libre 2 000 cm3                        | 244   |
| 1999  | Jorge Cortés / Diego Guzmán / Jaime Guerrero                             | Spice                     | Fuerza Libre 2 000 cm3                        | 280   |
| 2000  | Ricardo Camacho / José Luis Llaña                                        | Swift GTI                 | Supertourisme 1 400 cm3                       | 236   |
| 2000  | Gonzalo Clopatofsky / Juan Pablo Clopatofsky / Jorge Cortés              | BMW M3                    | Supertourisme 2 Litres                        | 243   |
| 2000  | Darío Roca / Manuel Torres                                               | Prototipo                 | Fuerza Libre 2 000 cm3                        | 244   |
| 2000  | Felipe Solano / Jaime Guerrero                                           | Ford Mustang              | Fuerza Libre 2 000 cm3                        | 272   |
| 2001  | Santiago García / Jorge Martínez                                         | Swift                     | Supertourisme 1 400 cm3                       | 237   |
| 2001  | Gonzalo Clopatofsky / Jorge Cortés                                       | BMW                       | Supertourisme 2 000 cm3                       | 250   |
| 2001  | José Luis Pulido / Erich Pinzón                                          | Prototipo                 | sport 2000 prototypes                         | 240   |
| 2001  | Felipe Solano / Jaime Guerrereo                                          | Ford Mustang              | Fuerza Libre 6 500 cm3                        | 272   |
| 2001  | Alberto Corredor / J. Corredor / F. Giraldo                              | Swift                     | Tourisme de rue                               | 223   |
| 2002  | Camilo Puyo / Santiago Puyo                                              | Swift GTI                 | Tourisme Spéciale 1 400 cm3                   | 224   |
| 2002  | Jorge Cortés / Juan Pablo Clopatofsky                                    | BMW M3                    | Tourisme Spéciale 2 000 cm3                   | 223   |
| 2002  | Juan Espinosa / Marcelo Ron                                              | Prototipo                 | Fuerza Libre 3 000 cm3                        | 215   |
| 2002  | Felipe Solano / Jaime Guerrero / Roberto Guerrero                        | Ford Mustang              | Force Libre Plus 3 000 cm3                    | 244   |
| 2002  | Darío Roca / C. Betancourt / D. Betancourt                               | Van Diemen                | Sport 2000                                    | 232   |
| 2002  | Alejandro Forero / Juan Rodríguez / Pavel Russi                          | Swift                     | Tourisme de rue                               | 203   |
| 2003  | Willam Rudd / Jiro Cifuentes / Jaime Mantilla / Guillermo Olarte         | Radical Suzuki            | Fuerza Libre 2 000 cm3                        | 262   |
| 2003  | Juan Pablo Clopatofsky / Jorge Cortés                                    | BMW M3                    | Supertourisme 2 000 cm3                       | 245   |
| 2003  | Rafael Avendaño / Luis Ordoñez / Andrés Grun                             | Renault 4                 | Supertourisme 1 400 cm3                       | 220   |
| 2003  | Santiago Puyo / Jorge Puyo / Camilo Puyo                                 | Swift GTI                 | Spéciale à partir de 1 400 cm3                | 234   |
| 2003  | Mauricio Moncayo / Wilson Amador                                         | Ralt Mazda                | Force Libre Plus 2 000 cm3                    | 256   |
| 2003  | Juan Rueda / Marco Barón / David Rodríguez                               | Renault 18                | Tourisme de Rue 2 000 cm3                     | 221   |
| 2004  | F. Monfardin / F. Ballabio / Camilo Zúrcher                              | Radical Suzuki            | Force Libre 2 000 cm3                         | 270   |
| 2004  | Gonzalo Clopatofsky / Luis Rico / Jaime Guererro / J. Clopatofsky        | Alto Turbo                | Supertourisme 1 100 cm3                       | 237   |
| 2004  | L. Aristizábal / Federico Tobón / Raúl Gutiérrez                         | Chevrolet                 | Supertourisme 8 Soupapes                      | 226   |
| 2004  | Andrés Pulido / Santiago Moreno                                          | Swift GTI                 | Supertourisme Multivalvulaire 1 600 cm3       | 237   |
| 2004  | Diego Alarcón Wilson Alarcón / Santiago Mejía Diego Mejía                | Renault Clio              | Supertourisme 2 000 cm3                       | 228   |
| 2004  | Jaime Mor / Felipe Triana / J. Fernández                                 | Camaro                    | Force Libre Plus 2 000 cm3                    | 229   |
| 2005  | Henry Taleb / Sebastián Merchán                                          | Prototipo/Ecuador         | Force Libre Plus 2 000 cm3                    | 258   |
| 2005  | Ricadro Wassmer / Jorge Cortés / Mauricio González / William Rudd        | Radical Suzuki            | Force Libre 2 000 cm3                         | 252   |
| 2005  | Camilo Sáenz / Enrique de Francisco                                      | BMW M3                    | Supertourisme 2 000 cm3                       | 234   |
| 2005  | Santiago Puyo / Jorge Puyo / Camilo Puyo                                 | Swift GTI                 | Supertourisme Multivalvulaire 1 600 cm3       | 230   |
| 2005  | Jorge Martínez / Federico Martínez                                       | Swift                     | Supertourisme 8 Soupapes                      | 231   |
| 2005  | Juan P. Clopatofsky / Luis Rico / Sergio Madero                          | Kia Picanto               | Supertourisme à partir de 1 100 cm3           | 218   |
| 2005  | Ronald Urrea / Jean Macías / Juan Vera                                   | Hyundai Accent            | TC 2 000 cm3                                  | 218   |
| 2006  | Juan Espinosa / Mauricio Moncayo                                         | JEC Toyota                | Force Libre Plus 2 000 cm3                    | 236   |
| 2006  | Tomás Steuer / Camilo Steuer / Jorge Cortés                              | Catherham Opel            | Force Libre 2 000 cm3                         | 223   |
| 2006  | Diego Mejía / Santiago Mejía                                             | Renault Clio              | Supertourisme 5 000 cm3                       | 229   |
| 2006  | Luis Cabrera / Enrique Mejía                                             | Alto Turbo                | Supertourisme Multivalvulaire 1 600 cm3       | 224   |
| 2006  | Raúl Gutiérrez / Cristián Goméz                                          | Swift                     | Supertourisme 8 Soupapes 1 500 cm3            | 215   |
| 2006  | Luis Barrera / Oscar Garzón / S. Barrera                                 | Honda                     | TC 2000                                       | 221   |
| 2007  | Sebastián Martínez / Julián Martínez                                     | Radical                   | Force Libre Plus 2 000 cm3                    | 196   |
| 2007  | Tommy Steuer / Jorge Cortés / Alejandro Lince                            | Lotus                     | Force Libre 2 000 cm3                         | 195   |
| 2007  | Santiago Mejía / Diego Mejía                                             | Renault Clio              | Supertourisme 2 000 cm3                       | 192   |
| 2007  | Jorge Puyo / Camilo Puyo / Santiago Puyo                                 | Swift Gti                 | Supertourisme 1 400 cm3                       | 195   |
| 2007  | Jhon Rivera / Juan Rivera                                                | Swift – Pereira           | Supertourisme 8 Soupapes                      | 184   |
| 2007  | Roland Urrea / Andrés Riaño / Jaime García                               | Hyundai                   | TC 2000                                       | 175   |
| 2008  | Sebastián Martínez / Julián Martínez                                     | Radical                   | Force Libre 2 000 cm3                         | 268   |
| 2008  | Oswaldo Fajardo / Hugo Fajardo                                           | Oldsmoblie Cutlass        | Force Libre plus 2 000 cm3                    | 243   |
| 2008  | Paul Martínez / Sergio A. Corzo                                          | Swift Gti                 | Supertourisme 2 000 cm3                       | 230   |
| 2008  | Jorge Puyo / Camilo Puyo / Santiago Puyo                                 | Swift Gti – Medellin      | Supertourisme 1 400 cm3                       | 241   |
| 2008  | Jorge Machado / Pablo Sanz                                               | Swift – Pereira           | Supertourisme 8 Soupapes                      | 229   |
| 2008  | Camilo Vargas / Andrés Campuzano / Jorge Franco / Frank Kayanet          | BMW                       | ST 4-Tourismes 2 000 cm3                      | 209   |
| 2009  | Sebastian Saavedra / Felip Merjech / Steven Goldstein / Frank Kanayet    | Ferrari F430              | Force Libre 3 Plus 2 000 cm3                  | 244   |
| 2009  | Fernando Navarette / Antonio de la Reina                                 | Radical España            | Force Libre 2 1 300 cm3                       | 244   |
| 2009  | Andrés Méndez / Natalia Méndez / Erich Pinzón / David Méndez             | Van Diemen Renault        | Force Libre 1 2 000 cm3                       | 225   |
| 2009  | Santiago Mejía / Diego Mejía / Diego Alarcón                             | Renault Clio              | ST3:Supertourisme 2 000 cm3                   | 238   |
| 2009  | Pavel Russi / Nelson Gutiérrez / Alejandro Torres                        | Chverolet Swift           | ST2:Supertourisme 1 400 cm3                   | 229   |
| 2009  | Juan D. Cifuentes / John Rivera / Pablo Sanz                             | Chevrolet Swift           | ST1:Supertourisme 8 Soupapes 1 500 cm3        | 224   |
| 2011  | Gustavo Yacamán / Javier Castillo / Felipe Triana / Julián Albarracín    | Prototipo Niko Salamandra | Force Libre 1 1 300 cm3                       | 233   |
| 2011  | Francisco Soto / Manuel Soto / Manuel Soto / Camilo Soto / Andrés Méndez | Van Diemen                | Force Libre 2 2 000 cm3                       | 220   |
| 2011  | Alexander Popow / Enzo Potolicchio / Gateano Ardagna                     | Radical SR8               | Open                                          | 231   |
| 2011  | Sebastian Saavedra / Memo Rojas / Ernesto Viso / Felipe Merjech          | Ferrari F430              | GT plus 2 000 cm3                             | 230   |
| 2011  | Andrés Botero / Nicolás Olarte / Guillemo Olarte / Jaime Mantilla        | Mazda 3                   | ST3 Supertourisme 2 000 cm3                   | 215   |
| 2011  | Danny Gianfrancesco / Miguel Benítez                                     | Chevrolet Swift Venezuela | Supertourisme 1 400 cm3                       | 210   |